# Onfroy III de Toron
Onfroy III de Toron, seigneur d'Outre-Jourdain et de Montréal, mort en 1173, fils d'Onfroy II de Toron, seigneur de Toron et de la dame de Banias.
Il épousa en 1163 Étiennette de Milly, seigneur d'Outre-Jourdain et de Montréal et eut :
- Onfroy IV de Toron
- Isabelle, mariée à Roupen III d'Arménie, prince d'Arménie.

En 1173, il repoussa Nur ad-Din qui assiégeait Kérak, la capitale de la seigneurie d'Outre-Jourdain. Il mourut peu après.